# Cyperus svensonii
Cyperus svensonii är en halvgräsart som beskrevs av Gordon C. Tucker. Cyperus svensonii ingår i släktet papyrusar, och familjen halvgräs. Inga underarter finns listade i Catalogue of Life.